# Посольство России в Афганистане
Посольство России в Кабуле — дипломатическое представительство Российской Федерации в Афганистане, расположенное в столице государства, городе Кабуле.

## История российско-афганских дипломатических отношений
История российско-афганских отношений насчитывает несколько веков. Первое русское посольство посетило город Герат, одну из столиц государства Тимуридов, куда тогда входили афганские земли, ещё в 1465 году, в период царствования Ивана III. Русская дипломатическая миссия прибыла с «выражением любви и желания дружбы» и была встречена гератским правителем Абу Саидом с почётом. В 1490 году состоялся ответный визит послов из Герата в Москву. В 1533 году были предприняты новые попытки установить двусторонние отношения: в столицу России из Кабула прибыл ходжа Хусейн с грамотой и предложением «дружбы и братства» от основателя империи Великих Моголов Захируддина Бабура.
В последующие столетия отношения в основном носили торговый характер.
После распространения влияния Российской империи на Среднюю Азию и Памир дальнейшее продвижение Российской империи в Афганистан встретило сопротивление Великобритании. Афганистан стал одним из объектов взаимных интересов двух крупнейших империй XIX века в рамках Большой игры. В девятнадцатом веке, Афганистан служил в качестве стратегического буферного государства между Российской и Британской империями в субконтиненте.
В результате многолетней войны с Великобританией, пытавшейся завоевать страну, в 1919 году была провозглашена независимость Афганистана. Россия стала первым государством, признавшим независимость Афганистана в 1919 году и установившим с ним дипломатические отношения 21 мая 1919 года. 28 февраля 1921 года в Кабуле был подписан Договор о дружбе между Россией и Афганистаном, заложивший фундамент двусторонних добрососедских отношений.
После окончания Второй мировой войны Советский Союз начал программу экономической помощи Афганистану. В период с 1954 по 1978 год Афганистан получил помощь, оцениваемую более одного миллиарда долларов США, в том числе существенную военную помощь.
После ввода советских войск в Афганистан в 1979 году обстановка в стране обострилась. В стране развернулось партизанское движение, активно поддерживаемое извне и направленное против присутствия советских войск в стране. После вывода советских войск из Афганистана в 1989 году режим президента Наджибуллы продержался ещё три года, но затем пал под давлением вооружённой оппозиции. 
К этому периоду относится один из наиболее трагических моментов жизни российского посольства в Кабуле. После падения режима Наджибуллы и взятия Кабула моджахедами начались столкновения между разными группировками моджахедов, и дипломаты многих стран, в том числе и российские, оказались в ситуации невозможности пребывания в Афганистане. Для эвакуации сотрудников российского посольства, а также посольства ряда других стран, из Москвы были направлены три самолёта ИЛ-76. Однако 27 августа 1992 года взлететь из кабульского аэропорта удалось лишь двум самолётам. Третий был подбит на земле при обстреле реактивными снарядами. За мужество при эвакуации посольства получили звание Героя России десантник Сергей Арефьев, а также лётчики Евгений Зеленов и Анатолий Копыркин.
Во времена нахождения власти в руках «Талибана» посольство России в Афганистане было практически разрушено.
После вторжения войск НАТО в Афганистан в 2001 году талибы были выбиты из Кабула. В новых условиях было принято решение о возобновлении деятельности российского посольства в Кабуле. 28 декабря 2001 года после официальной передачи власти Временной администрации Афганистана российское посольство в Кабуле было вновь открыто, послом был назначен М.А. Конаровский.  
Должность посла с 29 апреля 2020 года занимает Дмитрий Александрович Жирнов.
5 сентября 2022 года рядом с посольством произошёл взрыв, погибли два сотрудника посольства.